# ルイスFC
ルイス・フットボール・クラブ（Lewes Football Club）は、イングランド、イースト・サセックス州ルイスを本拠地とするサッカークラブチームである。2021-2022シーズンはイスミアンリーグ・プレミアディヴィジョン（7部相当）に所属。

## タイトル

### 国内タイトル
- サセックス・カウンティー・フットボールリーグ・ディヴィジョン1:1回

1964-1965
- アセニアンリーグ・ディヴィジョン2:1回

1967-1968
- アセニアンリーグ・ディヴィジョン1:1回

1969-1970
- イスミアンリーグ・ディヴィジョン2:1回

2001-2002
- イスミアンリーグ・ディヴィジョン1・サウス:1回

2003-2004
- カンファレンス・サウス:1回

2007-2008

### 国際タイトル
- なし